# Де-Лакс (Північна Дакота)
Де-Лакс (англ. Des Lacs) — місто (англ. city) в США, в окрузі Ворд штату Північна Дакота. Населення — 185 осіб (2020).

## Географія
Де-Лакс розташований за координатами 48°15′25″ пн. ш. 101°33′49″ зх. д. / 48.25694° пн. ш. 101.56361° зх. д. (48.256865, -101.563705).  За даними Бюро перепису населення США в 2010 році місто мало площу 1,45 км², з яких 1,38 км² — суходіл та 0,07 км² — водойми.

## Демографія
Згідно з переписом 2010 року, у місті мешкали 204 особи в 78 домогосподарствах у складі 62 родин. Густота населення становила 141 особа/км².  Було 78 помешкань (54/км²).
Расовий склад населення:
| - 96,6 % — білих - 2,0 % — корінних американців |

До двох чи більше рас належало 1,5 %. Частка іспаномовних становила 0,5 % від усіх жителів.
За віковим діапазоном населення розподілялося таким чином: 25,5 % — особи молодші 18 років, 60,3 % — особи у віці 18—64 років, 14,2 % — особи у віці 65 років та старші. Медіана віку мешканця становила 40,0 року. На 100 осіб жіночої статі у місті припадало 102,0 чоловіків;  на 100 жінок у віці від 18 років та старших — 111,1 чоловіків також старших 18 років.
Середній дохід на одне домашнє господарство  становив 81 622 долари США (медіана — 75 000), а середній дохід на одну сім'ю — 79 099 доларів (медіана — 77 857). За межею бідності перебувало 10,1 % осіб, у тому числі 23,4 % дітей у віці до 18 років та 0,0 % осіб у віці 65 років та старших.
Цивільне працевлаштоване населення становило 120 осіб. Основні галузі зайнятості: фінанси, страхування та нерухомість — 22,5 %, роздрібна торгівля — 19,2 %, освіта, охорона здоров'я та соціальна допомога — 18,3 %.